# Поссідій
Поссідій (лат. Possidius) або Посидій (IV ст. — близько 437) — єпископ Калами (нині Гельма в Північному Алжирі), римська провінція Нумідія. Був другом Августина Блаженного. Написав біографію Августина та створив список його творів.

## Біографія

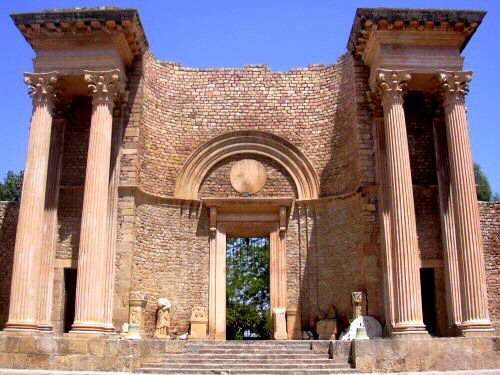
Посидій був єпископом Калами, Нумідія

Дата народження Посидія невідома. Перша датована подія його життя - це висвячення в єпископи Калами близько 397 року. За прикладом Августина він заснував монастир в Каламі, районі неспокійному через боротьбу різних теологічних шкіл. В написаній ним біографії Августина «Vita S. Augustini» Посидій говорить про свою безперервну дружбу з ним упродовж сорока років. А також, згадуючи про себе, дає знати, що певний період він був одним зі священників в монастирі під керівництвом Августина.
На соборі, що відбувся в Карфагені, Посидій викликав Кріспіна, донатистського єпископа Калами, на публічний диспут, від якого останній відмовився. У 404 році група донатистів витягнула Посидія з його дому, побила і погрожувала вбивством. Потім вони підпалили будинок, де він жив. Проти єпископа Кріспіна було порушено судову справу, бо він відмовився покарати відповідальних за це служителів. Згодом Кріспін був засуджений за єресь і на нього наклали велике грошове стягнення, але на прохання Посидія воно було скасовано.
У 408 році Посидій ледь не загинув у заворушенні місцевих язичників. У 409 році він разом із чотирма іншими єпископами поїхав до Італії до імператора Гонорія просити захисту від донатистів. Результатом поїздки було скликання імператором Карфагенського собору 411 року для вирішення конфлікту між основною частиною церкви й донатистами. Посидій був одним із семи єпископів, обраних представляти церкву під час цього собору. У 416 році він брав участь в соборі місцевих єпископів в Мілі (провінція Нумідія), який звернувся з синодальним листом до римського папи Інокентія I, з проханням вжити заходів проти пелагіанства.
428 року під час навали вандалів на північну Африку, Посидій втік до Гіппону де перебував разом з Августином до його смерті в 430 році. З часом Посидій повернувся до Калами. У 437 році він був вигнаний зі своєї кафедри королем вандалів Гейзеріком, який підтримував аріан. Посидій перебирається в Апулію (Італія), де невдовзі помирає.

## Канонізація
19 серпня 1672 року Посидій був беатифікований папою Климентом X.

## Праці
- «Vita S. Augustini» (життя св. Августина) - біографія Августина Блаженного
- «Indiculus» (малий покажчик) - список творів Августина.